# Campagne du Maroc
Ne doit pas être confondu avec Guerre franco-marocaine (1844).
 (juillet 2024).
La mise en forme du texte ne suit pas les recommandations de Wikipédia : il faut le « wikifier ».
Les points d'amélioration suivants sont les cas les plus fréquents. Le détail des points à revoir est peut-être précisé sur la page de discussion.
- Les titres sont pré-formatés par le logiciel. Ils ne sont ni en capitales, ni en gras.
- Le texte ne doit pas être écrit en capitales (les noms de famille non plus), ni en gras, ni en italique, ni en « petit »…
- Le gras n'est utilisé que pour surligner le titre de l'article dans l'introduction, une seule fois.
- L'italique est rarement utilisé : mots en langue étrangère, titres d'œuvres, noms de bateaux, etc.
- Les citations ne sont pas en italique mais en corps de texte normal. Elles sont entourées par des guillemets français : « et ».
- Les listes à puces sont à éviter, des paragraphes rédigés étant largement préférés. Les tableaux sont à réserver à la présentation de données structurées (résultats, etc.).
- Les appels de note de bas de page (petits chiffres en exposant, introduits par l'outil «  Source ») sont à placer entre la fin de phrase et le point final[comme ça].
- Les liens internes (vers d'autres articles de Wikipédia) sont à choisir avec parcimonie. Créez des liens vers des articles approfondissant le sujet. Les termes génériques sans rapport avec le sujet sont à éviter, ainsi que les répétitions de liens vers un même terme.
- Les liens externes sont à placer uniquement dans une section « Liens externes », à la fin de l'article. Ces liens sont à choisir avec parcimonie suivant les règles définies. Si un lien sert de source à l'article, son insertion dans le texte est à faire par les notes de bas de page.
- La présentation des références doit suivre les conventions bibliographiques. Il est recommandé d'utiliser les modèles {{Ouvrage}}, {{Chapitre}}, {{Article}}, {{Lien web}} et/ou {{Bibliographie}}. Le mode d'édition visuel peut mettre en forme automatiquement les références.
- Insérer une infobox (cadre d'informations à droite) n'est pas obligatoire pour parachever la mise en page.

Pour une aide détaillée, merci de consulter Aide:Wikification.
Si vous pensez que ces points ont été résolus, vous pouvez retirer ce bandeau et améliorer la mise en forme d'un autre article.
La campagne du Maroc, aussi appelée conquête du Maroc, pacification du Maroc ou encore guerre du Maroc, est une guerre coloniale, d'ordre politico-militaire, française amorcée sous la responsabilité du premier résident général français au Maroc Hubert Lyautey, alors général, pendant le règne du sultan Moulay Abdelaziz. Elle vise à combattre les résistances marocaines à l'établissement du protectorat français au Maroc (qui sera officiellement instauré par le traité de Fès du 30 mars 1912). Les premières batailles de la campagne française de lutte contre les résistants marocains débute en 1907 avec l'insurrection de la confédération tribale des Chaouïa le 30 juillet qui sera suivie du bombardement de Casablanca et de la campagne de la Chaouïa. Elle s'est poursuivie jusqu'en 1934, avec la réduction de l'Anti-Atlas, dernier bastion de la résistance, et la fuite de Merebbi Rebbu Ould Ma El Aïnin de Kerdous pour se réfugier au Sahara espagnol.

## Contexte

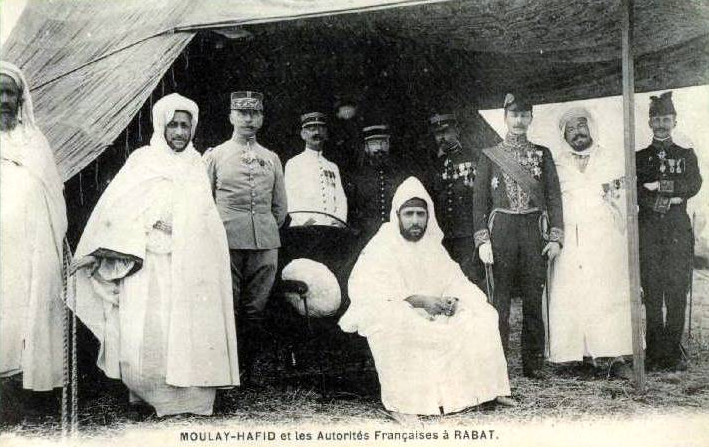
Le sultan Moulay Hafid, Mohammed el Mokri, Mohamed Ben Bouchta El Baghdadi, Si Kaddour Benghabrit, le général Lyautey et le général Moinier, 8 août 1912.

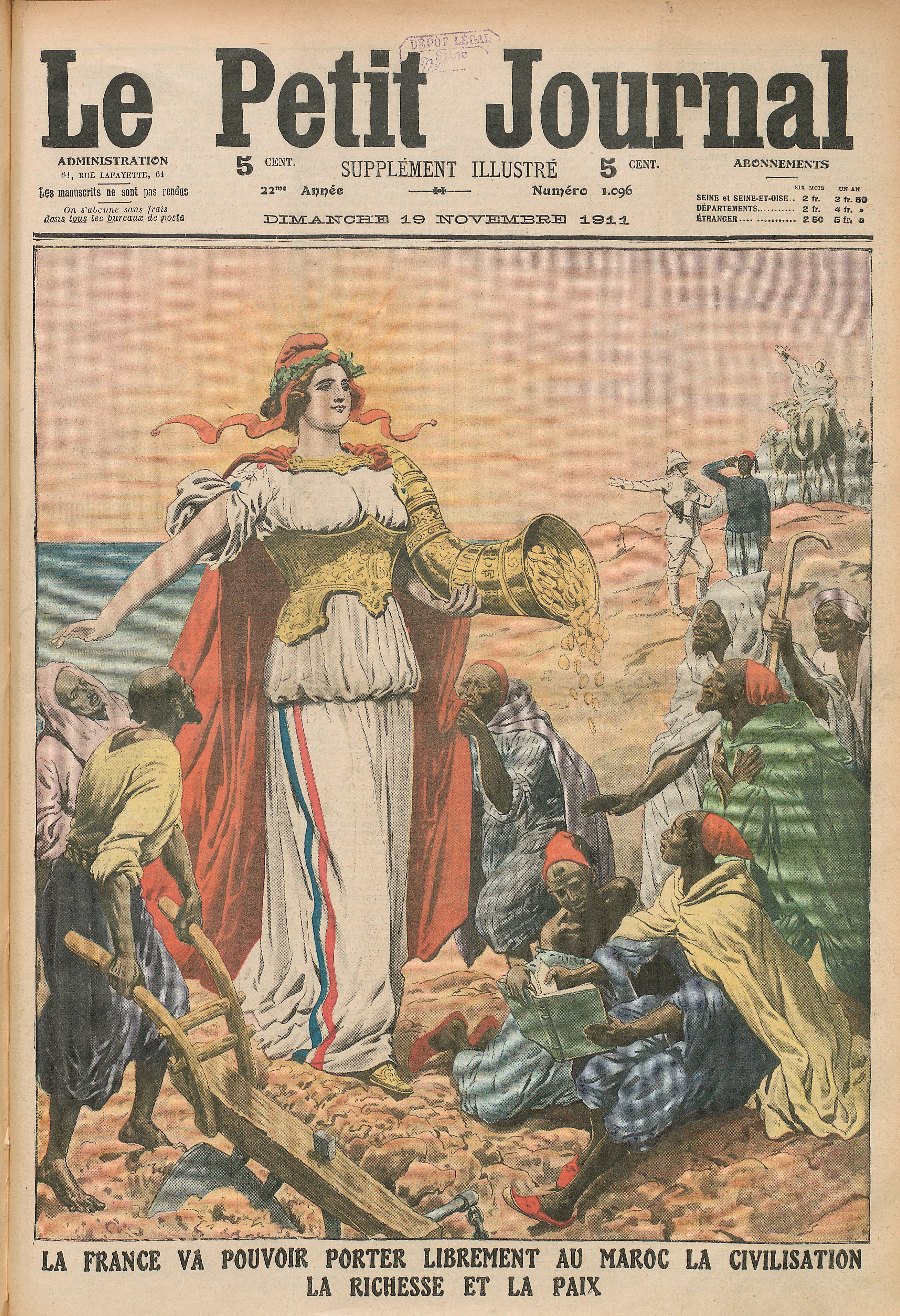
Propagande coloniale : La France va pouvoir porter librement au Maroc la civilisation, la richesse et la paix.

L’Empire chérifien a cessé d’exister depuis que la conférence de Madrid de 1880 a placé le royaume sous contrôle international. Militairement, le pays s’est effondré dès 1844, au lendemain de la bataille d’Isly perdue face à la France qui depuis cherche à étendre sa domination sur le pays. Elle se heurte aux ambitions concurrentes d'autres puissances européennes, à la volonté d’indépendance du sultanat et aux résistances des populations.
Le 31 mars 1905 survient le « coup de Tanger ». Cette initiative de l'empereur d'Allemagne Guillaume II va précipiter la mainmise de la France sur l'Empire chérifien ; ce qui permet à la France de rallier à ses ambitions le Royaume-Uni et le royaume d'Italie. La conférence d'Algésiras place l'économie marocaine sous le contrôle franco-espagnol et enfin le coup d'Agadir (1911), qui voit l'Allemagne laisser le champ libre à Paris, ouvre une voie diplomatique et géopolitique. Les divisions internes au sultanat entre Abd al-Aziz du Maroc et Abd al-Hafid favorisent l'ingérence étrangère. Le traité de Fès, signé le 30 mars 1912, est le préambule de la présence légale française au Maroc sous la forme d'un protectorat.
À cette date, la France occupe déjà l'est du Maroc d'Oujda à Figuig jusqu'à Guercif et Tafilalet à l’intérieur du pays, et la côte atlantique, de Mogador à Rabat jusqu'à la plaine du Gharb (nord-ouest) outre une série de postes échelonnés entre Rabat et Fès et les confins algéro-marocains considérés comme base arrière de l'avancée des troupes coloniales.

## Déroulement et étapes

### Premiers affrontements
Dès 1904, des affrontements ont lieu dans les confins algéro-marocains.

### Déclenchement

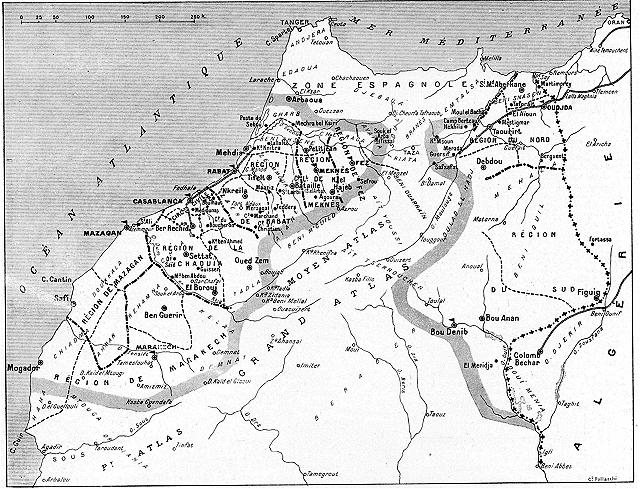
État de l'occupation du Maroc en 1913. La bande grisée indique la limite extrême, à l'Est et à l'Ouest, de l'action militaire française jusqu'à ce jour.--Entre les deux bandes, les régions du Moyen Atlas du Grand Atlas et du Petit Atlas sont encore insoumises.--Au Nord s'étend la zone espagnole.

Des sentiments anti-français se développent au sein des villes marocaines depuis la signature du traité d'Algésiras (1906), qui avait pour objet le Maroc, un des rares pays africains libres de l'influence des puissances européennes. Le sultan Moulay Abdelaziz est soutenu par les puissances hostiles à la France notamment par le Reich. En mars 1907, le docteur Émile Mauchamp est assassiné à Marrakech, soupçonné par la population d'être un agent espion de la France,. En représailles, les Français chargent la division d'Oran du général Lyautey d'occuper Oujda (le 10 décembre 1907) et la région de la Chaouïa (à l'ouest). D'autres troubles émaillent l'année 1907, sans pouvoir être évités malgré les avertissements de Jean-Claude-Lazare Malpertuy, consul français.
Le 7 août 1907, a lieu le bombardement de Casablanca.
Avec l'aide de Madani El Glaoui, chef de file des aristocrates du Sud Marocain, Abd al-Hafid se proclame alors sultan du Maroc et destitue son frère aîné Moulay Abdelaziz qui, accusé d'être trop conciliant avec les Européens, est renvoyé et chassé par la population de la Chaouia. En 1911, Abd al-Hafid, qui contrôle de plus en plus mal l'intérieur du pays, se retrouve assiégé à Fès par des soulèvements populaires et sollicite l'aide française. Le général Moinier qui, le 23 juin, a mis en déroute Maa El Ainine à la tête d'une armée de 23 000 hommes, libère le sultan. La situation, irréversible, aboutit au traité de Fès du 30 mars 1912 qui fait du Maroc un protectorat français, un régime de tutelle mais dont le sultan et le makhzen sont maintenus comme éléments symboliques de l'Empire chérifien. Moulay Abd al-Hafid abdique en faveur de son demi frère Moulay Youssef.

### Étapes de la guerre
Les négociations franco-espagnoles aboutirent au traité de proclamation du protectorat et une œuvre considérable de conquête et d'occupation s'accomplit.
Le processus évolua principalement en trois phases, suivant les conditions de géographie physique du Maroc, réparties entre les plaines, les zones montagneuse et la steppe. Dans cette perspective, les militaires adoptèrent la stratégie dite de « jonction » organisée sous la forme de colonnes dotées d'armements modernes avec une couverture aérienne.

#### Période 1907-1914

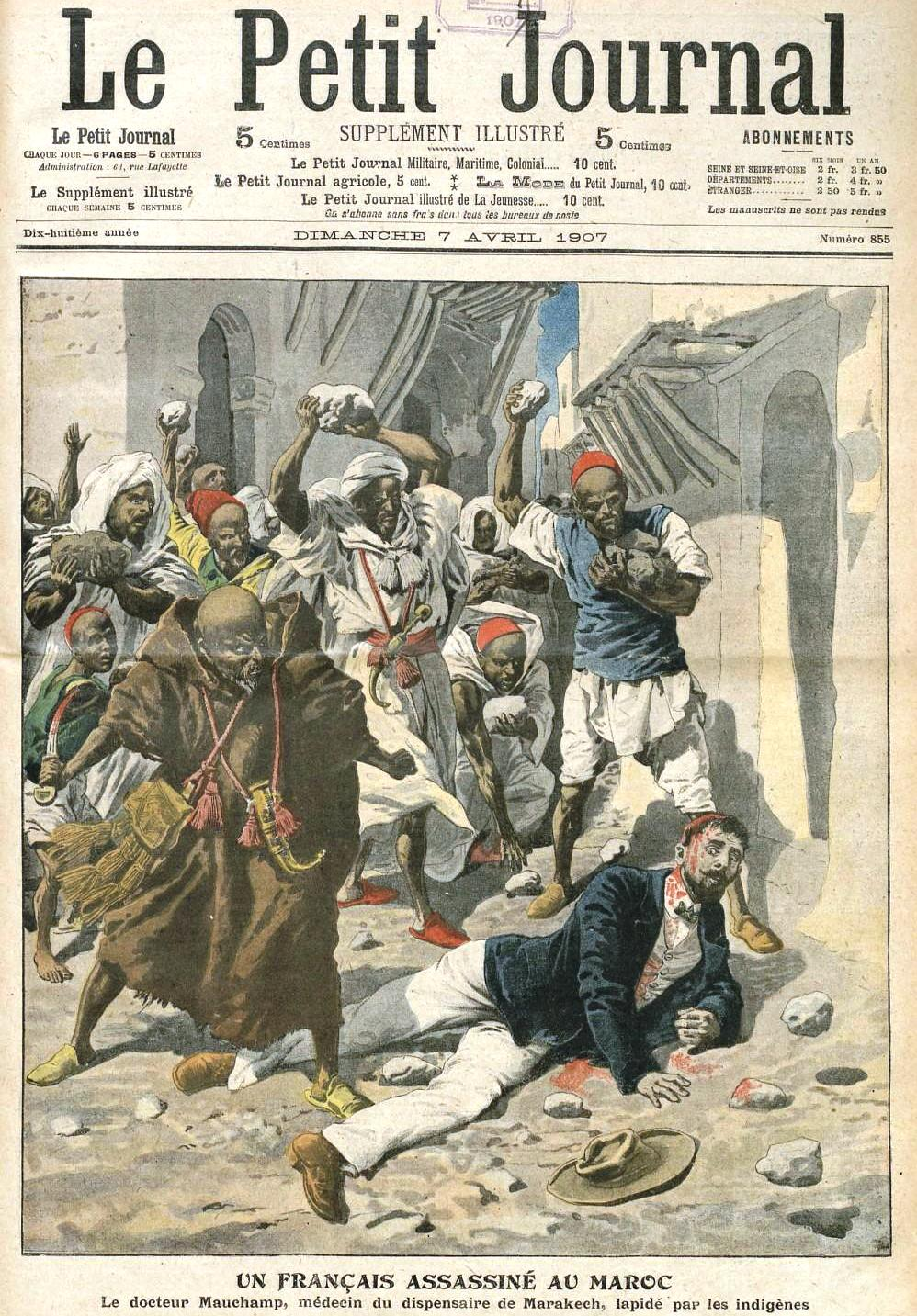
Assassinat du Dr Mauchamp à Marrakech
Le Petit Journal (7 avril 1907)

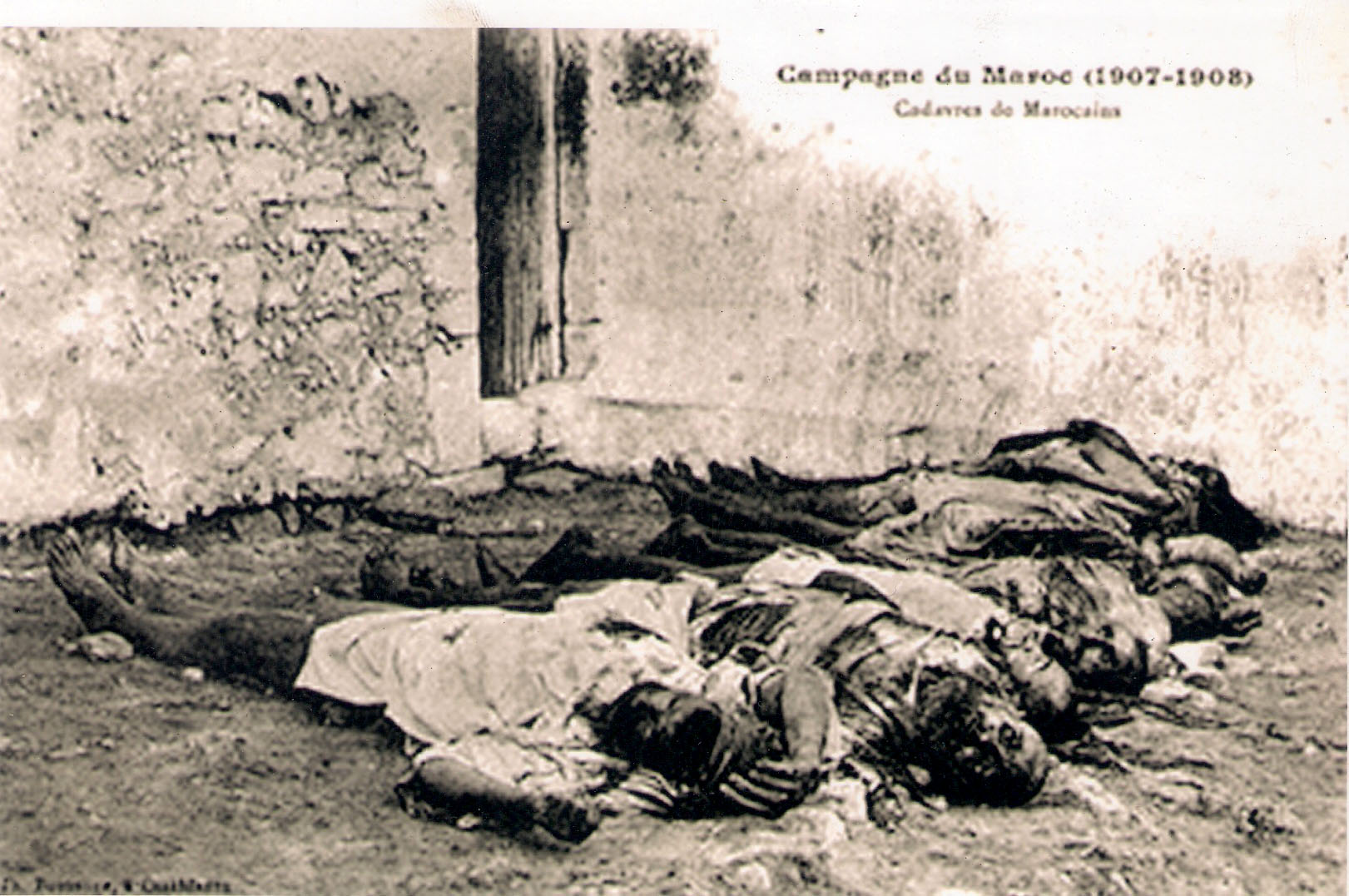
Carte postale représentant des cadavres de Marocains pendant la campagne de 1907-1908

Dès 1901, la région mi-plaine et mi-montagneuse de la Chaouia connaît une forte rébellion contre le sultan, avant même l'arrivée des Français.
« Les Châouïa, ainsi que nous l’avons vu, avaient déjà commencé à relever la tête en 1901. À la tentative de leur appliquer le tertib, ils ripostèrent par le sac de Settat, puis de Dar Ber-Rechid ; les actes de brigandage se multiplièrent et des bandes de malandrins parcoururent le pays, pillant casbahs et marchés, razziant les troupeaux, vidant les silos, enlevant les caravanes, paralysant le trafic et répandant partout l'insécurité et la terreur. L'anarchie s'étendit rapidement à tout le Maroc ».
« El Hajj Hammou, caïd des Oulad Hriz, fils de l'ancien gouverneur de Casablanca, conçut le projet de créer avec l'aide des tribus de la Chaouia une résistance farouche et des troubles graves dirigés contre les étrangers et les collaborateurs. Les Chaouia, en effet, révoltés contre le Makhzen, riches des sommes considérables qu'ils auraient dû lui payer comme impôts, avaient accru rapidement leur puissance militaire par l'achat de munitions, de chevaux et de fusils à tir rapide. Très mal disposés envers les chrétiens, ils considéraient les Français comme leurs ennemis particuliers, surtout lorsqu'ils virent le commencement des travaux du port et l'établissement d'un poste de télégraphie sans fil. Aiguisés par les prédictions du cheikh Ma El Aïnin, excités par les appels pressants d'El Hajj Hammou, fiers de leur force et leur indépendance, cavaliers brillants et infatigables, tireurs habiles, ils brûlaient du désir de piller la ville et de chasser les Européens ».
« Durant cette campagne commencée en août 1907 et qui, ainsi, dura onze mois, dont sept d'opérations très actives pendant lesquelles l'ennemi fut pourchassé sans trêve ni repos, il n'a pas été livré moins de vingt-neuf combats dont plusieurs ont présenté les caractères et les dangers de ceux d'une guerre européenne. 14 officiers tués et 17 blessés, 86 hommes tués et 377 blessés tel fut le bilan des pertes. Ce sont là des chiffres élevés. Mais l'honneur de la France exigeait de pénibles sacrifices et son drapeau a pu, à la fin, être porté victorieusement au milieu d'un peuple justement réputé pour sa bravoure ».
La guerre de la Chaouïa durera 7 ans et sera achevée fin 1914.
Malgré les instructions des autorités coloniales d’évacuer l’intérieur du pays et de conserver que les villes côtières, Lyautey, nommé résident général en avril 1912, entreprend de rétablir l'ordre à Fès à la suite des émeutes du 17 avril 1912. En outre, l'abdication du sultan Moulay Hafid et la succession de Moulay Youssef donnèrent une allure à l'enracinement d'un État aux structures modernes.
Le 6 septembre 1912, le colonel Charles Mangin défait Ahmed al-Hiba surnommé le « sultan bleu » qui avait occupé Marrakech à la tête de 10 000 rebelles lors de la bataille de Sidi Bou Othmane.
Sous la conduite de Lyautey, devenu résident général après l'établissement du protectorat français sur le Maroc, l'armée française lutte contre les tribus marocaines insoumises qui échappaient (bled Siba) à l'autorité Makhzen, dans le cadre de la pacification du Maroc. L'offensive est appuyée par l'équipement du 1er régiment d’artillerie de montagne, débarqué à Casablanca le 13 septembre 1913, et par 4 avions Blériot XI.
Les bastions de la résistance tombent les unes après les autres : Médiouna, le 27 septembre ; Oued Zem le 14 novembre, Tadla, Béni Mellal (Sidi Ali ben Brahim du 27 au 29 avril). El Kssiba tombe aussi le 8 avril 1914, devant les forces du colonel Gueydon de Dives, malgré les attaques des chefs résistants des Ouirra Mouha Ou Saïd Ouirra de la bourgade d'El Ksiba et Mouha Ou Hammou Zayani, le roi des montagnes. La défaite des rebelles, avec 400 morts, le 10 juin devant Khénifra, puis la prise de la ville le 13 juin, semble avoir marqué la fin de la rébellion. Les tribus Zayanes, bien qu'engagées n'ont pu empêcher Mangin d'atteindre ses objectifs, et la prise de Tadla ainsi que de Bejaâd les laisse isolées au sein de leurs montagnes. « Notre offensive a vivement impressionné les tribus de la montagne » déclare le colonel Mangin qui félicite les hommes du 1er régiment d’artillerie de montagne.

#### Période 1914-1916
Début mai 1914, les généraux Lyautey, Gouraud, et Baumgarten élaborent une marche en deux colonnes sur Taza, avec la participation du sous-lieutenant Alphonse Juin. Le Général Baumgarten sera défié par Mohammed Al-Mamoune (1880-1966) et devra avant, battre sa mellaha avant de continuer. Il réussira et progressera vers Taza par le nord.
Cette stratégie, dite de jonction de colonnes, réussit à atteindre son objectif escompté, à savoir la jonction entre le Maroc occidental et oriental par la prise de la ville de Taza le 10 mai.
Les effectifs français en août 1914 sont de 81 750 hommes. Ils seront en aout 1918 de 87 000 hommes baissant en janvier 1919 à 68 000.

#### 1920
En 1920, la prise de Khénifra met fin au danger des Zayans ou « bloc des Zayanes » selon l’expression du général Lyautey, qui sont de rudes montagnards, guerriers fameux, cruels, braves jusqu'à la témérité et que ni les Carthaginois, ni les Romains, ni les Arabes, ni les grands sultans du Maroc n'ont jamais réduits. Le dernier chef de cette tribu de Berbères insoumis est tué. S'évanouissent ainsi le grand rêve berbère et la liberté des Zayans. Cet épisode crucial se solde par la défaite des derniers résistants et par la soumission de Hassan ben Mohammed Amahzoune fils de Mouha Ou Hammou Zayani Mouha Ou Hammou. Ce chef amazigh trouve la mort en 1921 dans des circonstances obscures.

#### Période 1921-1926
En 1921, les tribus rifaines de la chaîne de montagnes du nord du Maroc se soulèvent contre le protectorat espagnol du Maroc et remportent plusieurs victoires spectaculaires en particulier à Anoual. Après une période de neutralité, la France rejoint l'Espagne pour lutter contre la république du Rif. L'alliance franco-espagnole contraint le chef rifain, Abdelkrim, à la capitulation le 30 mai 1926.

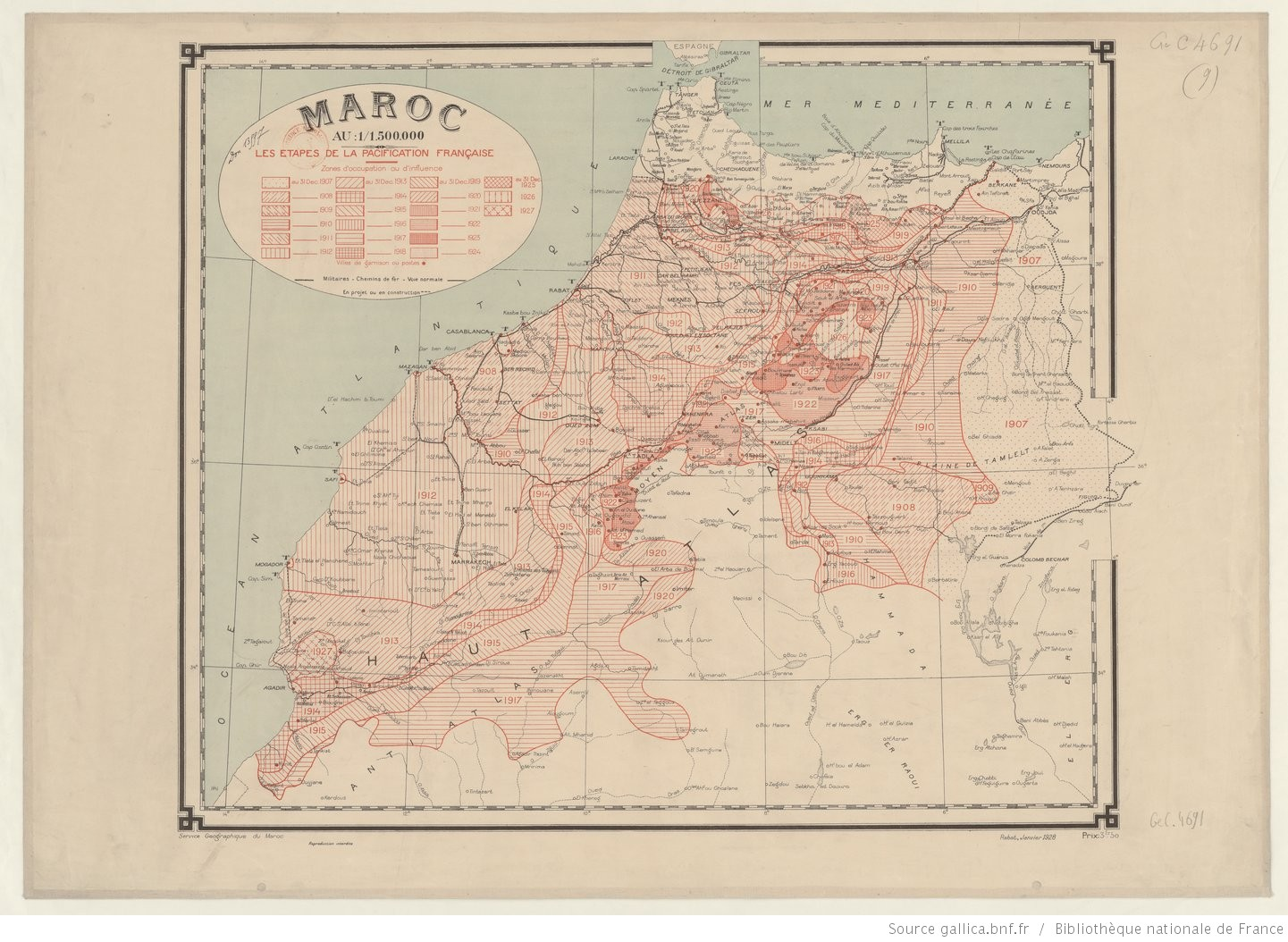
Pacification du Maroc entre 1907 et 1927.

#### Période 1932-1934

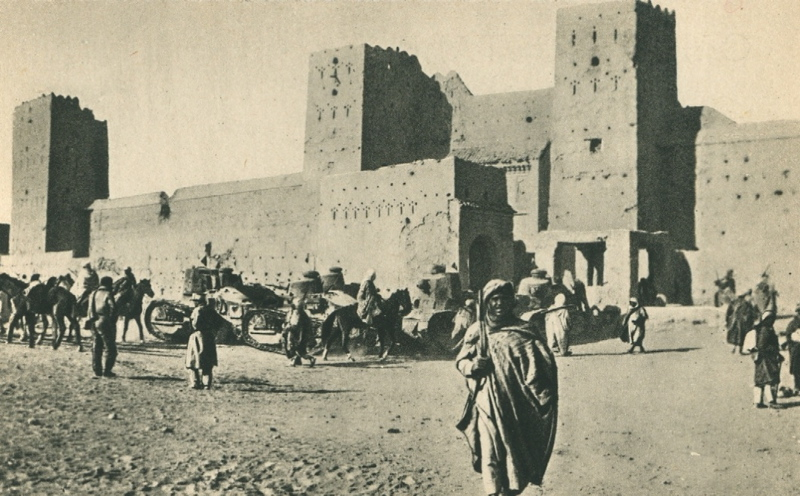
Blindés français à Goulmima, années 1930.

Après avoir dans le Moyen Atlas soumis les résistants à l'occupation française, la France a les mains libres pour combattre dans le Haut Atlas les derniers foyers insurrectionnels, une opération militaire complexe vu la difficulté géophysique du terrain. Dans ce cadre, certaines dates sont prises pour repères.
- En 1932 se déroule la bataille de Tazizaoute.
- En 1932, Belkacem N’Gadi — chef, autant redouté pour sa cruauté que par sa bravoure, originaire des Ouleds sidi belkasem Azaroual des Angad, tribu de la région à l’Ouest d’Oujda — est chassé de Tafilalet par le général Henri Giraud.
- De 13 février 1933 au 25 mars 1933, la bataille de Bougafer et la soumission d'Assou Oubasslam, événement qui marque la fin de la résistance du Haut Atlas. Les militaires ayant participé sont les généraux Despass, Tarrit, Georges Spillmann, Chardon et le général Catroux.
- De leur côté les Ait Hdidou ont infligé la dernière défaite à la troupe coloniale avant la fin de cette guerre de soumission (1934) ;il s'agit de la bataille de Msedrid (Msdrid) le 1er mai 1933.
- La campagne de l’Anti-Atlas, 20 février - 10 mars 1934[23],[24],[25],[26],[27],[28]

Le gouvernement d'Édouard Daladier est inquiet de la situation en Allemagne à partir de 1933. Il désire achever la « pacification » du Maroc, pour rapatrier le maximum de troupes en métropole. La campagne de l’Anti-Atlas se veut la dernière, elle doit empêcher toute fuite de résistants au Maroc espagnol. Les tribus de cette région comptent 40 000 guerriers et connaissent les procédés des groupes mobiles qu'elles savent contrer par leur grande mobilité.
Le général Antoine Huré (11 février 1873 - décembre 1949) est un officier de l'armée française et ingénieur réputé pour son service au Maroc. Il décide de favoriser la surprise tactique en s'appuyant sur le mouvement et la vitesse. Les qualités des troupes motorisées et de l'aviation sont utilisées au maximum et l'état-major suit l'évolution des combats par liaisons radios. La concentration de troupes la plus importante depuis la guerre du Rif est mise à disposition pour finaliser la « pacification », soit 35 000 hommes, 500 véhicules dont une centaine de blindés, 10 500 montures et 8 escadrilles ou une centaine d'avions, principalement des Potez 25 TOE,.
L'ensemble comporte deux groupes d’opérations ou GO. Le GO ouest du général Georges Catroux comprend 3 groupements formés d’infanterie légère, d’escadrons de cavalerie à cheval, d’artillerie tractée et de compagnies de chars. Le GO est du général Henri Giraud bénéficie du gros des moyens, avec deux groupements. Le groupement du colonel Maratuech est identique au GO ouest. Le groupement du colonel Trinquet concentre la majorité des unités motorisées. Il bénéficie d'un appui constant de l'aviation, qui assure l'éclairage et attaque les objectifs à la bombe et la mitrailleuse.
Le groupement Trinquet déstabilise les arrières des troupes opposées par des manœuvres de débordement de plus de 200 kilomètres. Les unités motorisées devancent toute tentative d'offensive ou de fuite. Les tribus de l'Anti-Atlas se rendent en masse sous l'effet des mouvements d'encerclement, le GO ouest et le groupement Maratuech réalisant la prise de contrôle du terrain. Les troupes du général Huré réussissent en trois semaines à maîtriser 200 000 personnes sur 30 000 km2 de terrains montagneux et saisissent 25 000 fusils.
Ce résultat est obtenu par une manœuvre inter-armes où les qualités de vitesse et d'élongation des unités motorisées et des escadrilles d'aviation provoquent la dislocation des résistants marocains. Cette campagne, dont les enseignements ne seront pas ou peu analysés par l'état-major français, est comparée à la bataille de France de 1940, où une force beaucoup plus manœuvrière déstabilise totalement l'armée française.
- Le général Giraud, commandant des Confins algéro-marocains, créés provisoirement en février 1934, met fin à la résistance du Sud.

## Pertes
La guerre du Maroc de 1907 à 1937, coûta officiellement à l'armée française 8 628 tués (dont 622 officiers) et 15 000 blessés auxquels s'ajoutent plus de 12 000 goumiers marocains ayant combattu aux côtés de l'armée française. Du côté des Marocains ayant résisté à l'occupation française, on dénombre près de 100 000 morts.
Selon Daniel Rivet, « C'est une guerre de trente ans qui fait au bas mot une centaine de milliers de victimes, bien plus si l'on ajoute l'énorme hémorragie des tribus rifaines en 1925. ».

## Galerie photo

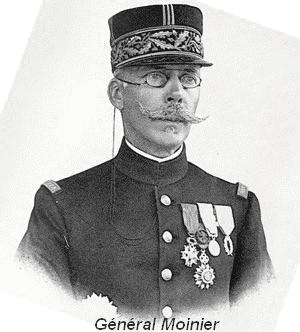
Portrait du général Moinier.